# Зазай, Зала
Зала Зазай — бывшая сотрудница афганской полиции, работавшая в провинции Хост. В 2021 году она была включена в список 100 женщин Би-би-си.

## Ранний период жизни
Зазай родилась в семье пуштунов, которая не поддерживала образование девочек; однако её мать настояла на том, чтобы Зазай могла учиться.

## Карьера
Зазай прошла подготовку на офицера полиции в Турции. В июне 2020 года она была приведена к присяге в качестве заместителя начальника уголовного розыскного управления полиции провинции Хост. Её назначение вызвало неоднозначную реакцию в обществе, поскольку она стала первой женщиной-полицейским в провинции, которую характеризуют как консервативную и традиционную. Помимо своих прочих обязанностей она расследовала преступления против женщин.
Зазай уехала из Афганистана в Таджикистан после того, как в августе 2021 года страну захватили талибы. С тех пор она переехала в Европу. Она поддерживала связь с другими женщинами-полицейскими, всё ещё проживающими в стране, продолжала повышать осведомленность о статусе женщин в Талибане и критиковала Талибан и его политику в отношении женщин, а также усилия других стран по установлению дипломатических отношений с Талибаном.

## Личная жизнь
Некоторые из родственников Зазай перестали с ней разговаривать после того, как она приняла присягу в качестве заместителя начальника; она сообщила, что получала от своего отца и дяди смертельные угрозы за то, что заняла эту должность.